# Svea ingenjörkårs församling
Svea ingenjörkårs församling var en icke-territoriell församling i Uppsala stift i nuvarande Stockholms kommun. Församlingen upplöstes 30 april 1927. Församlingen var en militärförsamling för de anställda vid Svea ingenjörkår.

## Administrativ historik
Församlingen bildades 1855 under namnet Sappörkompaniets församling, från 1864 Sappörkårens församling, från 1867 Pontonierbataljonens församling och från 1893  Svea ingenjörbataljons församling. 1903 utbröts Fälttelegrafens församling och namnet ändrades då till Svea ingenjörkårs församling.
Församlingen upplöstes 30 april 1927.